# شیطان تاسمانی (لونی تونز)
تاز (به انگلیسی: Taz) یا شیطان تاسمانی (به انگلیسی: Tasmanian Devil) یک شخصیت انیمیشنی آفریده شده توسط استودیو برادران وارنر است که در مجموعه تلویزیونی لونی تونز حضور داشت. پیش از آنکه وارنر برادرز کارتونز در سال ۱۹۶۴ به کار خود پایان دهد، این شخصیت تنها در پنج فیلم کوتاه حضور پیدا کرد؛ ولی تبلیغات و حضور تلویزیونی این شخصیت باعث شد که محبوبیت آن در دهه ۱۹۹۰ بالا برود. در این دهه، مجموعه اختصاصی تاز به نام تاز-مانیا آغاز به کار کرد و تاز یکی از محبوب‌ترین شخصیت‌های کارتونی کودکان شد.

## در رسانه ها
تاز در فیلم های هرج‌ومرج فضایی، هرج‌ومرج فضایی: میراث جدید و لونی تونز: بازگشت به مبارزه ظاهر شده است. او در بسیاری از قسمت های لونی تونز قدیمی و جدید ظاهر شده است. از حضور او در بازی های ویدئویی می‌توان به تاز: تحت تعقیب، تاز-مانیا، لونی تونز: انبار مهمات و تاز: فرار از مریخ اشاره کرد که اکثر آنها در زمان خودشان عملکرد خوبی داشتند. 

## خلقت
ایده اصلی طراحی تاز در دهه ۱۹۵۰ و توسط رابرت مکیمسون و از روی رفتار راستین شیطان‌های تاسمانی در حیات وحش شکل گرفت.